# Трикосе
Трикосе је насеље у општини Лепосавић на Косову и Метохији. Припада месној заједници Лепосавић. Село се налази 5km југоисточно од Лепосавића, куће су лоциране са леве стрене асфалтног пута Лепосавић- Жута Прлина. Село се налази на надморској висни од 574 метра. У називу села су речи три (број) и коса (гографски назив за нагнути брег, падину) па топоним означава место које се налази испод три косе, што одговара природно-гографском изгледу села. У селу се налзе остаци старе грађевине, за коју мештани сматрају да је црква и старо гробље. По пространству које захвата атар села и броју становника и домаћистава насеље спада у групу малих села.

## Демографија
- попис становништва 1948: 30
- попис становништва 1953: 32
- попис становништва 1961: 27
- попис становништва 1971: 19
- попис становништва 1981: 16
- попис становништва 1991: 18

У насељу 2004. године живи 20 становника у 3 домаћинства. Родови који живе у овом селу су : Савићи и Цветковићи.